# Накивубо (стадион)
Военный мемориальный стадион Накивубо, также стадион Накивубо (англ. Nakivubo Stadium) —  многоцелевой стадион в Кампале, Уганда. В настоящее время он используется в основном для футбольных матчей и является домашним стадионом футбольного клуба Вилла. После реконструкции 2013 и до начала работ в 2017 году (продолжающихся по сей день), стадион вмещал 30 000 человек. 

## Расположение
Стадион находится в центральном деловом районе города Кампала, рядом с рынком Сен-Баликуддембе. Общая площадь стадиона — 50 000 м².

## История
Стадион был создан в 1926 году, усовершенствован и модернизирован в 1954 году британским колониальным правительством в память об угандийцах, погибших во время Второй мировой войны. 
В 2000 году на стадионе состоялся матч национальной сборной Уганды, все игроки сборной вышли на матч в футболках Интернационале, за что сборная была оштрафована. 
В начале 2013 года стадион был закрыт Налоговым управлением Уганды из-за «накопившихся долгов». Повторно открыт примерно через месяц. 
Второй раз стадион был закрыт в мае 2011 года, но вновь открылся всего через неделю. Причиной закрытия вновь стали проблемы с налогами. 
27 сентября 2014 года на стадионе "Накивубо" состоялся ответный матч третьего раунда молодёжного Кубка Африки, во встрече приняли участие сборные Уганды и Замбии. 

## Обзор
Стадион Накивубо был построен в 1926 году на земле, выделенной кабакой. 1 апреля 1926 года на стадионе прошёл первый матч: встретились национальная сборная Уганды и молодёжная сборная Уганды. Стадион Накивубо принадлежит правительству Уганды и управляется Попечительским советом — «Зарегистрированными попечителями военного мемориального стадиона Накивубо». Состав попечительского совета назначается министром спорта. 

## Реконструкция 2017 года
В 2017 году на стадионе началась капитальная реконструкция, в том числе расширение вместимости стадиона на 5 000 мест и строительство прилегающей инфраструктуры. Деньги на работы выделяют правительство страны и Ham Enterprises. ROKO Construction выполняет работы, начатые в июне 2017 года, их ориентировочная стоимость — 49 миллионов долларов США. Из-за продолжающейся реконструкции клубы Вилла и Полис играют свои матчи на другом стадионе. 